# 暖色

暖色與冷色

暖色是指带有红色、橙色、黄色等色调的色彩，因为红、橙色使人联想到太阳、火焰，使人感到温暖、热烈，所以暖是观者的视觉心理感受。暖色对人眼的刺激力较强。，又因为在同一距离，观者感觉暖色比冷色近。暖色给人以向前、逼近的感觉，所以暖色又称进色在暖色中，红色最暖，玫红最冷。